# Hospital Municipal de Sant Feliu de Guíxols
L'Antic Hospital Municipal de Sant Feliu de Guíxols (Baix Empordà) és una construcció neoclàssica protegida com a bé cultural d'interès local. També és la seu principal del Museu d'Història de Sant Feliu de Guíxols.

## Descripció
L'edifici està compost per una planta i dos pisos, estant la part central més enretirada que les laterals. Els cossos laterals tenen diferent volum; una alberga l'església i és de proporcions petites, l'altre és allargada, té cinc finestres unides per cornises a la façana i alberga les estances de l'hospital. El cos central té una escalinata transversal que dona accés al primer pis compost per l'entrada i dos finestrals, superiorment la segona planta segueix l'esquema de finestres del primer pis. Totes les obertures estan emmarcades a la part superior amb cornises de línies rectes molt sortides. L'acabament de la façana es fa mitjançant una ampla cornisa sobre la qual una fornícula conté la imatge de la Verge, quedant a més definides per altes columnes adossades amb capitells.

## Història
Es tenen notícies que el segle xiii ja existia un hospital en aquest indret, però els documents més antics parlen d'una petició al Bisbat del 1373 demanant almoines per poder atendre orfes, pel·legrins i malalts. El segle xvi fou transformat en convent de l'orde de Sant Agustí. A mitjans del segle xviii es troba un altre cop transformat en hospital, aleshores emplaçat fora muralles. Es coneixen el nombre de malalts que s'atenen, els dies que s'hi estan i les donacions que fan certes personalitats del poble per l'ampliació i la millora de l'edifici, com la de 1759 per Pere Teuler o la de 1760 de Narcís Arxet, ambdues en làpides en la façana de l'hospital.